# Google Play Services
O Google Play Services é um aplicativo que é executado em segundo plano e que fornece API para os dispositivos Android.
Este componente fornece funcionalidades essenciais, como autenticação para seu serviços do Google, contatos sincronizados, acesso a todas as configurações de privacidade do usuário mais recentes e serviços baseados na localização com qualidade mais alta e menor consumo de recursos.
O Google Play Services também aprimora sua experiência com apps. Acelera pesquisas off-line, fornece mapas mais imersivos e aprimora experiências de jogo.
Os apps podem não funcionar caso você desinstale o Google Play Services.

## O que é o Google Play Services?
O Google Play Services conecta apps a outros serviços do Google, como o Login do Google e o Google Maps. Ele é diferente do app Google Play Store e está incluído no Android.
O Google Play Services não aumenta o consumo de bateria nem usa muito do seu plano de dados móveis. É importante frisar que não é possível forçar o fechamento nem desinstalar este componente.